# Thierry de Lestrade
Pour les articles homonymes, voir Lestrade.
Thierry Vincent de Lestrade, né le 1er juillet 1963 à Mirande (Gers), est un documentariste français.

## Biographie
Il est le frère jumeau de Jean-Xavier de Lestrade, lui aussi documentariste.

## Filmographie
Documentaires
- La Justice face à l’inceste
- La Cavale des innocents
- Les Couleurs du silence
- Madame la Principale
- Qui a tué Cécile Bloch ?
- L'Affaire Dubois
- 2002 : La Justice des hommes, tourné au Rwanda. Lauréat du Prix Albert-Londres.
- 2007 : Mâles en péril, Arte France/Point du Jour, 52 min. Coauteur avec Sylvie Gilman
- 2009 : Justice sous tutelle, avec Brigitte Vital-Durand, au sujet du système judiciaire français. 86 min. Maha productions
- 2011 : Le Jeûne, une nouvelle thérapie ?, Arte France, 56 min. Coauteur avec Sylvie Gilman
- 2011 : L'Aventure Greenpeace, What's up, 52 min. Coauteur avec Jean-Michel de Alberti
- 2015 : Vers un monde altruiste ?, Arte France, 91 min. Coauteur avec Sylvie Gilman. Avec, entre autres, le professeur Richard Davidson et le moine bouddhiste Matthieu Ricard
- 2017 : Demain, tous crétins ?, Arte France, 56 min. Coauteur avec Sylvie Gilman. Enquête sur l'impact des perturbateurs endocriniens sur la santé mentale, avec la biologiste Barbara Demeneix et la biochimiste Arlene Bloom
- 2019 : Microbiote, les fabuleux pouvoirs du ventre, Arte France, 58 min. Coauteur avec Sylvie Gilman
- 2020 : Un monde obèse, Arte France, 87 min. Réalisation avec Sylvie Gilman. Enquête sur les causes de l'obésité et le combat mené dans certains pays pour l’endiguer.
- 2023 : Le jeûne, enquête sur un phénomène, Arte France, 61 min. Coauteur avec Sylvie Gilman

## Ouvrages
- Les Passeurs d'anges, Éditions du Seuil, 2004. Premier roman.
- Le Jeûne, une nouvelle thérapie ? (essai), Arte éditions/La Découverte, 2013  (ISBN 9782707175571), 256 pages.
- Le jeûne, une nouvelle voie thérapeutique, Arte éditions/La Découverte, 2025  (ISBN 978-2348087127), 416 pages. Édition revue et augmentée.

## Récompenses
- 2002 : Prix Albert Londres, catégorie documentaire pour La Justice des Hommes, co-réalisé avec son frère Xavier de Lestrade[2] ».
- 2009 : Prix du producteur français de télévision 2009 dans la catégorie Documentaire la société MAHA PRODUCTIONS (Denis Poncet, Jean-Xavier de Lestrade, Matthieu Belghiti) pour « sa réussite à l’international, la dramaturgie de l’écriture et l’éclairage politique de leurs productions[3] ».

## Controverse
En 2017, il coréalise le documentaire Demain, tous crétins ?, qui présente une théorie controversée mettant en cause les perturbateurs endocriniens derrière une baisse supposée de l'intelligence. Ce documentaire fait intervenir les chercheurs controversés Edward Dutton et Richard Lynn, partisan de thèses racialistes.